# Phlegetonia barbara
Phlegetonia barbara is een vlinder uit de familie van de Euteliidae. De wetenschappelijke naam van de soort is voor het eerst geldig gepubliceerd in 1975 door Robinson.